# Petre Antonescu (general)
Petre P. Antonescu (n. 25 octombrie 1891, Pitești; - d. 8 decembrie 1957, București) a fost un general român, care a luptat în cele două războaie mondiale. 
Studii militare: Școala de Ofițeri de Artilerie, Geniu și Marină (1911-1913), Școala Superioară de Război (1921-1923).
- 1 martie 1941 – 10 decembrie 1943 - General de Brigadă, Șeful Secretariatului General în Ministerul de Război.
- 12 decembrie 1943 – 12 iulie 1944 - Șeful Statului Major al Armatei a 4-a.
- 13 iulie 1944 – 14 octombrie 1944 - Comandantul Diviziei 1 de Gardă.
- 14 octombrie 1944 – 19 decembrie 1944 - Comandantul Armatei a 4-a Artilerie.
- 20 decembrie 1944 – 2 aprilie 1945 - Comandantul Diviziei 21.
- 27 martie 1947 - Trecut în rezervă [1]

S-a remarcat, în cel de-al Doilea Război Mondial, în bătălia din Moldova (1944) și în operațiile ofensive din Slovacia de pe valea Slatina (1945).

## Decorații
- Ordinul „Steaua României” în gradul de ofițer (8 iunie 1940)[2]
- Ordinul „Coroana României” în gradul de Comandor (9 mai 1941)[3]

A fost decorat între altele cu:
- “Coroana României” cls. a IV-a și cls. a II-a,
- “Vulturul German”